# Kølsvin
Kølsvin er en langskibsforstærkning i et fartøj. Det ligger ovenpå kølen, indvendigt i skibsbunden.
I træskibe er kølsvinet en kraftig træbjælke og kan udføres i flere stykker, som udover at virke som forstærkning også er forsynet med mastespor, som styrer og er fundament for skibets master.
I træskibe over en vis størrelse anbringes oven på kølsvinet et såkaldt kølsvinspålæg for at modvirke hogging og sagging (kølen danner en bue henholdsvis op eller ned).
I jernskibe med enkeltbund er kølsvinet et kraftigt I-jern, stående på højkant hvilket giver et højt inerti- og modstandsmoment og dermed en god forstærkning.  